# Fox Broadcasting Company
Fox Broadcasting Company, često zvan Fox ili FOX, američka je televizijska mreža u vlasništvu Fox Entertainment Grupe, dio tvrtke Fox Corporation. Od njenog početka emitiranja 9. listopada 1986. godine, Fox je "narastao"  od male televizijske postaje do najrangiranije TV mreže od 2004. do 2009. U sezoni 2007. – 2008., Fox je postala najpopularnija TV mreža u SAD-u, pobijedivši CBS. U sezoni 2008. – 2009. je zasjela na drugo mjesto u SAD-u, i CBS.
Do prodaje 21st Century Foxa Disneyju, Fox Broadcasting Company imala svoje podružnice u raznim zemljama: Argentina, Australija, Brazil, Bugarska, Njemačka, Japan, Italija, Srbija, Južna Koreja, Španjolska, Portugal, Indija, Meksiko, Južna Amerika, i Turska. Tvrtka je dobila ime po svojoj sestrinskoj tvrtci 20th Century Fox, i (neizravno) po producentu Williamu Foxu, koji je osnovao Fox Film. Najpoznatija emisija Foxa je Američki Idol, talent show koji je započeo 2002. godine. 

## Vanjske poveznice
- Službena stranica